# ولادیسلاو هریکو
ولادیسلاو هریکو (اوکراینی: Владислав Володимирович Грико؛ زادهٔ ۲۵ ژانویهٔ ۱۹۹۷) ژیمناست هنری اهل اوکراین است.